# Episodi di Alexandra (serie televisiva) (terza stagione)
La terza stagione di Alexandra, composta da 2 episodi è stata trasmessa in Francia dal 22 febbraio 2022 al 29 novembre 2022 su France 3. In Italia è stata trasmessa su Giallo.
| n° | Titolo originale | Titolo italiano | Prima TV Francia | Prima TV Italia |
| 1  | Dans la peau     | Sulla pelle     | 22 febbraio 2022 |                 |
| 2  | Sans visage      | Senza volto     | 29 novembre 2022 |                 |

## Sulla pelle
- Titolo originale: Dans la peau
- Diretto da:
- Scritto da:

## Senza volto
- Titolo originale: Sans visage
- Diretto da:
- Scritto da: